# Aeroportul Gympie
Aeroportul Gympie (IATA: GYP, ICAO: YGYM) este un aeroport din Queensland, Australia ce deservește zona Gympie. A fost numit după zona deservită.
Situat la o altitudine de 73 m, aeroportul dispune de o singură pistă.